# Gornji Mosti
Gornji Mosti – wieś w Chorwacji, w żupanii bielowarsko-bilogorskiej, w gminie Kapela. W 2011 roku liczyła 78 mieszkańców.